# Jean MacArthur
Jean Marie Faircloth MacArthur (Tennessee, 28 de diciembre de 1898 -Manhattan, 22 de enero de 2000) fue la segunda esposa del general del ejército estadounidense Douglas MacArthur. 

## Biografía
Jean Marie Faircloth nació en Nashville, Tennessee, el 28 de diciembre de 1898, su padre fue Edward C. Faircloth, un banquero de la zona. Tras el divorcio de sus padres, su madre la llevó a vivir con ella y sus abuelos a Murfreesboro, Tennessee. Su abuelo era capitán del Ejército Confederado, razón por la cual Jean desarrolló el amor por los uniformes.
Asistió a la universidad Ward-Belmont College en Nashville y se graduó finalmente en Soule College, en Murfreesboro. MacArthur y su padre aparecen listados en un manifiesto de pasajeros del barco SS Belgenland, que fondeó en el Puerto de Los Ángeles el 29 de diciembre de 1927, proveniente de Balboa, zona del canal de Panamá. Cuando su padre murió, heredó una gran fortuna y viajó extensivamente.

### Matrimonio
En un viaje a Manila en 1935, conoció al general MacArthur a bordo del barco SS President Hoover. A pesar de la diferencia de edad entre ellos ,ella era 18 años más joven que él, se casaron en la Ciudad de Nueva York el 30 de abril de 1937. 
Faircloth fue la segunda esposa de MacArthur, y este la describió como su "amiga constante, un encanto y devoto soporte". Tuvieron un único hijo, Arthur MacArthur IV (1938-), y estuvieron casados hasta la muerte del general MacArthur en 1964.

### Tiempos de guerra
Faircloth estaba con su esposo cuando los japoneses atacaron las Filipinas y viajó con él a la isla de Corregidor,en el puerto de Manila. Incluso cuando la isla fue atacada, ella se negó a dejar a su esposo. Se fueron de ahí solo cuando el presidente Franklin D. Roosevelt ordenó a MacArthur salir de Filipinas rumbo a Australia.

### Trabajo caritativo
Después de la muerte de su esposo, Faircloth  hizo caridad con la Metropolitan Opera y otras cruzadas solidarias. En sus últimos años, a menudo daba discursos sobre la vida de su esposo y su carrera militar. 
La señora MacArthur murió de causas naturales en el Hospital Lenox Hill, en Manhattan, a la edad de 101 años. Fue enterrada con su esposo en el mausoleo de MacArthur en Norfolk, Virginia, el pueblo de la madre del general MacArthur.

## Premios y reconocimientos
- El presidente Ronald Reagan la premió con la Medalla de la Libertad en 1988
- El Gobierno filipino la reconoció con la Legión del Mérito en 1993.